# Richard Egington
Richard Egington (ur. 26 lutego 1979 w Warrington) – brytyjski wioślarz, srebrny medalista w wioślarskiej ósemce podczas Letnich Igrzysk Olimpijskich w Pekinie.

## Osiągnięcia
- Mistrzostwa Świata – Mediolan 2003 – czwórka ze sternikiem – 2. miejsce[1].
- Mistrzostwa Świata – Gifu 2005 – ósemka – 4. miejsce[1].
- Mistrzostwa Świata – Eton 2006 – ósemka – 5. miejsce[1].
- Mistrzostwa Świata – Monachium 2007 – ósemka – 3. miejsce[1].
- Igrzyska Olimpijskie – Pekin 2008 – ósemka – 2. miejsce[1].
- Mistrzostwa Świata – Poznań 2009 – czwórka bez sternika – 1. miejsce[1].